# Výsledky Mistrovství světa ve vzpírání 2007
Podrobné výsledky Mistrovství světa ve vzpírání 2007:

## Muži

### Do 56 kg
V nejlehčí váhové kategorii mužů proběhl dramatický souboj o všechny sady medailí. V trhu hned v úvodu zaváhal jeden z favoritů – Kubánec Sergio Álvarez – a zapsal si pouze 118 kg. Do souboje o zlato pak nejvýrazněji promlouvali Vietnamec Hoàng Anh Tuấn, Severokorejec Ča Kum-čol[zápis?] a loňský mistr světa z trhu a dvojboje Číňan Li Čeng. Hoàng nakonec za 127 kg bral bronz. Velký souboj se poté odehrál mezi Severokorejcem a Číňanem. Ča měl výhodu nižší tělesné hmotnosti, a tak mu stačilo pouze „dotahovat“ Číňana Li, který měl nižší startovní číslo a k pokusům nastupoval před ním. Li nakonec absolvoval tři platné pokusy a zapsal si velmi dobrých 130 kg. Ča posledním pokusem rovněž dokázal dostat činku až nad hlavu, ale rozhodčí mu pokus nakonec poměrem 2:1 neuznali, protože plně nepropnul paže.
O vítězi dvojboje se rozhodovalo hlavně v nadhozu. Vítěz trhu, Číňan Li, měl velké problémy. Platný byl až jeho třetí pokus, díky němuž si zapsal 153 kg v nadhozu. To sice znamenalo výsledek 283 kg v dvojboji, o 3 kg více než loni, kdy se stal mistrem světa, v tu chvíli však ještě pokračovalo v soutěži šest závodníků. Bronzový z trhu, Vietnamec Hoàng, z boje o zlato v dvojboj vypadl vinou problémů se zády. Ve dvou úvodních pokusech mu dvakrát vypršel časový limit, aniž k pokusu nastoupil, a ani ve zbývajícím pokusu se s problémy nedokázal vyrovnat. Druhým pokusem na 155 kg se pokoušel Severokorejec Ča zajistit si vedení v dvojboji. A úspěšně. Dále se už bojovalo o vítězství v nadhozu. Jediným úspěšným na 156 kg byl Kubánec Álvarez. Zvednout stejnou váhu se pokoušel také Indonésan Eko Yuli Irawan, který dosud soutěží procházel poměrně nenápadně, ale neuspěl, zapsal si 154 kg a nakonec vybojoval bronz z nadhozu a dvojboje. O 157 kg se pokoušeli ještě oba Severokorekci Ča Kum-čol a Ri Kjong-sok.[zápis?] Ča neuspěl. Ri předvedl velice nadějný pokus. Činku dostal až nad hlavu do poměrně stabilní pozice, ale nedokázal v ní déle setrvat a s činkou hrůzně upadl. Rozhodčí v poměru 2:1 ohodnotili jeho pokus jako špatný, a tak se vítězem v nadhozu stal Kubánec Sergio Álvarez, stejně jako minulý rok. Na vítězství Ča Kum-čola v dvojboji a druhé místo Li Čenga dramatický závěr nadhozu již neměl žádný vliv.

#### Trh
| Umístění | Jméno                 | Stát          | Těl. hmot. [kg] | 1. pokus [kg] | 2. pokus [kg] | 3. pokus [kg] | Výsledek [kg] |
| -------- | --------------------- | ------------- | --------------- | ------------- | ------------- | ------------- | ------------- |
| 1.       | Li Čeng               | Čína          | 55,69           | 125           | 128           | 130           | 130           |
| 2.       | Ča Kum-čol [zápis?]   | Severní Korea | 55,64           | 125           | 128           | 130           | 128           |
| 3.       | Hoàng Anh Tuấn        | Vietnam       | 55,90           | 124           | 127           | 129           | 127           |
| 4.       | Vital Dzerbjanjou     | Bělorusko     | 55,88           | 120           | 125           | 125           | 125           |
| 5.       | Eko Yuli Irawan       | Indonésie     | 55,84           | 124           | 124           | 127           | 124           |
| 6.       | Ri Kjong-sok [zápis?] | Severní Korea | 55,86           | 115           | 120           | 122           | 122           |
| 7.       | Wu Mej-ťin            | Čína          | 55,53           | 120           | 120           | 120           | 120           |
| 8.       | Igor Bour             | Moldávie      | 55,67           | 118           | 118           | 121           | 118           |

#### Nadhoz
| Umístění | Jméno                        | Stát          | Těl. hmot. [kg] | 1. pokus [kg] | 2. pokus [kg] | 3. pokus [kg] | Výsledek [kg] |
| -------- | ---------------------------- | ------------- | --------------- | ------------- | ------------- | ------------- | ------------- |
| 1.       | Sergio Álvarez               | Kuba          | 55,90           | 150           | 156           | 156           | 156           |
| 2.       | Ča Kum-čol [zápis?]          | Severní Korea | 55,64           | 150           | 155           | 157           | 155           |
| 3.       | Eko Yuli Irawan              | Indonésie     | 55,84           | 154           | 156           | 156           | 154           |
| 4.       | Li Čeng                      | Čína          | 55,69           | 153           | 153           | 153           | 153           |
| 5.       | Ri Kjong-sok [zápis?]        | Severní Korea | 55,86           | 150           | 150           | 157           | 150           |
| 6.       | Igor Bour                    | Moldávie      | 55,67           | 149           | 153           | 153           | 149           |
| 7.       | Wu Mej-ťin                   | Čína          | 55,53           | 145           | 150           | ---           | 145           |
| 8.       | Arthouros Akritidis [zápis?] | Řecko         | 55,42           | 135           | 142           | 144           | 142           |

#### Dvojboj
| Umístění | Jméno                 | Stát          | Těl. hmot. [kg] | Trh [kg] | Nadhoz [kg] | Součet [kg] |
| -------- | --------------------- | ------------- | --------------- | -------- | ----------- | ----------- |
| 1.       | Ča Kum-čol [zápis?]   | Severní Korea | 55,64           | 128      | 155         | 283         |
| 2.       | Li Čeng               | Čína          | 55,69           | 130      | 153         | 283         |
| 3.       | Eko Yuli Irawan       | Indonésie     | 55,84           | 124      | 154         | 278         |
| 4.       | Sergio Álvarez        | Kuba          | 55,90           | 118      | 156         | 274         |
| 5.       | Ri Kjong-sok [zápis?] | Severní Korea | 55,86           | 122      | 150         | 272         |
| 6.       | Igor Bour             | Moldávie      | 55,67           | 118      | 149         | 267         |
| 7.       | Vital Dzerbjanjou     | Bělorusko     | 55,88           | 125      | 142         | 267         |
| 8.       | Wu Mej-ťin            | Čína          | 55,53           | 120      | 145         | 265         |

### Do 62 kg
V trhu kategorie mužů do 62 kg se rozhodovalo o zlatu až na vahách přes 140 kg. Číňan Čchiou Le, mistr světa z loňského roku, dvakrát neuspěl na váze 141 kg, při posledním pokusu si navíc poranil pravý loket a s výkonem 137 kg v trhu skončil bez medaile z tohoto mistrovství. Svého krajana však zastoupil devatenáctiletý Jang Fan, který nakonec za 142 kg bral zlato. Druhý skončil Severokorejec Im Džong-su,[zápis?] který získal stříbro stejným výkonem. K pokusu na 142 kg nastoupil až po Číňanovi, a tudíž bylo jasné, že skončí druhý, ať už jeho pokus dopadne jakkoli. Třetí místo nakonec obsadil Bulhar Ivajlo Filev, který třemi platnými pokusy došel až na váhu 138 kg. Český reprezentant Petr Slabý, který startoval ve skupině D, nezvedl základní váhu 108 kg.
V rámci nadhozu se startovní skupina A rozštěpila na dvě výkonnostní kategorie. O zlato vedli souboj Číňan Jang a Severokorejec Im. Ze zlata se opět radoval Jang. Im v posledním pokusu zvedl 173 kg, čímž se dostal do vedení jak v nadhozu, tak v dvojboji. Číňan, který šel k poslednímu pokusu po něm, využil své nižší tělesné hmotnosti a zvedal stejnou váhu, čímž by se opět dostal do vedení v obou disciplínách. Jang uspěl a radoval se ze tří zlatých medailí. Na bronzový stupínek se opět probojoval Bulhar Filev, který opatrným zvyšováním došel až na 163 kg. Shodný výkon předvedl i jeho krajan Jasen Stojanov, ale na čtvrté místo ho odsunulo až pomocné kritérium – pořadí pokusu. Vzepřít váhu vyšší než 163 kg se pokoušeli ještě další čtyři vzpěrači, ale žádný z nich neuspěl. Pořadí dvojboje proto zůstalo stejné jako v trhu i nadhozu: první Jang, druhý Im, třetí Filev. Čech Petr Slabý skončil v nadhozu výkonem 140 kg třicátý pátý; v dvojboji vzhledem k absenci platného pokusu z trhu nebyl klasifikován.

#### Trh
| Umístění | Jméno                      | Stát          | Těl. hmot. [kg] | 1. pokus [kg] | 2. pokus [kg] | 3. pokus [kg] | Výsledek [kg] |
| -------- | -------------------------- | ------------- | --------------- | ------------- | ------------- | ------------- | ------------- |
| 1.       | Jang Fan                   | Čína          | 61,65           | 139           | 142           | 144           | 142           |
| 2.       | Im Jong-su [zápis?]        | Severní Korea | 61,79           | 137           | 140           | 142           | 142           |
| 3.       | Ivajlo Filev               | Bulharsko     | 61,86           | 134           | 136           | 138           | 138           |
| 4.       | Čchiou Le                  | Čína          | 61,39           | 137           | 141           | 141           | 137           |
| 5.       | Nguyen Manh Thang [zápis?] | Vietnam       | 61,61           | 130           | 135           | 137           | 135           |
| 6.       | Óscar Figueroa             | Kolumbie      | 61,75           | 135           | 140           | 140           | 135           |
| 7.       | Diégo Salazar              | Kolumbie      | 61,45           | 130           | 133           | 135           | 133           |
| 8.       | Umurbek Bazarbajev         | Turkmenistán  | 61,96           | 132           | 136           | 137           | 132           |
| …        |                            |               |                 |               |               |               |               |
|          | Petr Slabý                 | Česko         | 61,98           | 108           | 108           | 108           | ---           |

#### Nadhoz
| Umístění | Jméno               | Stát          | Těl. hmot. [kg] | 1. pokus [kg] | 2. pokus [kg] | 3. pokus [kg] | Výsledek [kg] |
| -------- | ------------------- | ------------- | --------------- | ------------- | ------------- | ------------- | ------------- |
| 1.       | Jang Fan            | Čína          | 61,65           | 169           | 172           | 173           | 173           |
| 2.       | Im Jong-su [zápis?] | Severní Korea | 61,79           | 168           | 172           | 173           | 173           |
| 3.       | Ivajlo Filev        | Bulharsko     | 61,86           | 161           | 163           | 164           | 163           |
| 4.       | Jasen Stojanov      | Bulharsko     | 61,86           | 157           | 163           | 163           | 163           |
| 5.       | Umurbek Bazarbajev  | Turkmenistán  | 61,96           | 157           | 162           | 165           | 162           |
| 6.       | Henadz Machvjajenja | Bělorusko     | 61,81           | 155           | 155           | 161           | 161           |
| 7.       | Diégo Salazar       | Kolumbie      | 61,45           | 155           | 160           | 160           | 160           |
| 8.       | Óscar Figueroa      | Kolumbie      | 61,75           | 160           | 160           | 165           | 160           |
| …        |                     |               |                 |               |               |               |               |
| 35.      | Petr Slabý          | Česko         | 61,98           | 140           | 140           | 145           | 140           |

#### Dvojboj
| Umístění | Jméno               | Stát          | Těl. hmot. [kg] | Trh [kg] | Nadhoz [kg] | Součet [kg] |
| -------- | ------------------- | ------------- | --------------- | -------- | ----------- | ----------- |
| 1.       | Jang Fan            | Čína          | 61,65           | 142      | 173         | 315         |
| 2.       | Im Jong-su [zápis?] | Severní Korea | 61,79           | 142      | 173         | 315         |
| 3.       | Ivajlo Filev        | Bulharsko     | 61,86           | 138      | 163         | 301         |
| 4.       | Óscar Figueroa      | Kolumbie      | 61,75           | 135      | 160         | 295         |
| 5.       | Umurbek Bazarbajev  | Turkmenistán  | 61,96           | 132      | 162         | 294         |
| 6.       | Diégo Salazar       | Kolumbie      | 61,45           | 133      | 160         | 293         |
| 7.       | Triyatno            | Indonésie     | 61,86           | 131      | 160         | 291         |
| 8.       | Jasen Stojanov      | Bulharsko     | 61,86           | 128      | 163         | 291         |
| …        |                     |               |                 |          |             |             |
|          | Petr Slabý          | Česko         | 61,98           | ---      | 140         | ---         |

### Do 69 kg
V trhu přešli přes váhu 150 kg čtyři atleti. Na 153 kg začínal Číňan Š' Č'-jung a pokus zvládl úspěšně. Po něm zvedal Bulhar Demir Demirev, který by se vzepřením stejné váhy dostal na průběžné druhé místo. Demirev tímto posledním pousem uspěl a čekal, jak se povede soupeřům. K pokusu, který by mu zajistil minimálně bronz, nastouopil Turek Mete Binay. Ve svém technicky hůře podařeném pokusu zabojoval a nakonec si zapsal konečných 154 kg. Nyní zbyli v soutěži pouze dva Číňané – Š' Č'-jung a Čang Kuo-čeng. Š' vynechával a nechal soutěžit Čanga. Ten dokázal zdvihnout 155 kg, ale na 157 kg již neuspěl. Jako jediný v soutěži si pak Š' nechal naložit 158 kg, svým posledním pokusem uspěl a bral zlato. Čech Radim Kozel, jenž startoval ve skupině D, vybojoval výkonem 130 kg v konkurenci 62 vzpěračů slušné třicáté místo.
Soutěž v nadhozu opět viděla mnoho nezdařených pokusů. Prvními, kteří uspěli na vyšších vahách, byli až Severokorejec Kim Čol-džin,[zápis?] který úspěšně zahájil na 185 kg, mistr světa a Evropy Francouz Vencelas Dabaya, který se ujal průběžného vedení výkonem 187 kg posledním pokusem, a Číňan Čang Kuo-čeng, který druhým pokusem dokázal zvednout dokonce 189 kg. Po Číňanově pokusu byl na řadě Severokorejec, který by se vzepřením stejné váhy dostal do vedení v nadhozu, ale v dvojboji by to znamenalo pouze čtvrté místo. Kim ale ani jedním ze svých dvou pokusů neuspěl. Kromě těchto tří vzpěračů v soutěži ještě pokračoval Jihokorejec Lee Bae-jung,[zápis?] jenž se rovněž pokoušel o 189 kg, avšak taktéž neuspěl a na šampionátu předvedl šest neplatných pokusů. V tento okamžik už bylo jasné, že Čang je mistrem světa v nadhozu i dvojboji. Svůj triumf ještě korunoval závěrečným pokusem na 192 kg. Druhé místo v dvojboji připadlo Š' Č'-jungovi, který si na další soupeře vybudoval velký náskok v trhu, a třetí nakonec skončil díky vyrovnaným výkonům Bulhar Demir Demirev. Český vzpěrač Radim Kozel zvládl v nadhozu 146 kg, což znamenalo padesáté třetí místo. Součtem 276 kg pak obsadil čtyřicáté páté místo.

#### Trh
| Umístění | Jméno                 | Stát          | Těl. hmot. [kg] | 1. pokus [kg] | 2. pokus [kg] | 3. pokus [kg] | Výsledek [kg] |
| -------- | --------------------- | ------------- | --------------- | ------------- | ------------- | ------------- | ------------- |
| 1.       | Š' Č'-jung            | Čína          | 68,06           | 153           | 158           | 158           | 158           |
| 2.       | Čang Kuo-čeng         | Čína          | 68,99           | 150           | 155           | 157           | 155           |
| 3.       | Mete Binay            | Turecko       | 68,48           | 151           | 151           | 154           | 154           |
| 4.       | Demir Demirev         | Bulharsko     | 68,74           | 150           | 153           | 153           | 153           |
| 5.       | Vladislav Lukanin     | Rusko         | 68,77           | 147           | 152           | ---           | 147           |
| 6.       | Kim Čol-džin [zápis?] | Severní Korea | 68,87           | 145           | 145           | 150           | 145           |
| 7.       | Turan Mirzayev        | Ázerbájdžán   | 68,94           | 145           | 145           | 148           | 145           |
| 8.       | Vencelas Dabaya       | Francie       | 68,61           | 143           | 146           | 146           | 143           |
| …        |                       |               |                 |               |               |               |               |
| 30.      | Radim Kozel           | Česko         | 68,60           | 125           | 130           | 130           | 130           |

#### Nadhoz
| Umístění | Jméno                 | Stát          | Těl. hmot. [kg] | 1. pokus [kg] | 2. pokus [kg] | 3. pokus [kg] | Výsledek [kg] |
| -------- | --------------------- | ------------- | --------------- | ------------- | ------------- | ------------- | ------------- |
| 1.       | Čang Kuo-čeng         | Čína          | 68,99           | 184           | 189           | 192           | 192           |
| 2.       | Vencelas Dabaya       | Francie       | 68,61           | 182           | 182           | 187           | 187           |
| 3.       | Kim Čol-džin [zápis?] | Severní Korea | 68,87           | 185           | 189           | 189           | 185           |
| 4.       | Demir Demirev         | Bulharsko     | 68,74           | 181           | 184           | 184           | 181           |
| 5.       | Š' Č'-jung            | Čína          | 68,06           | 180           | 185           | 185           | 180           |
| 6.       | Turan Mirzayev        | Ázerbájdžán   | 68,94           | 177           | 179           | 186           | 179           |
| 7.       | Mehmed Fikretov       | Bulharsko     | 68,56           | 175           | 182           | 183           | 175           |
| 8.       | Alexandru Dudoglo     | Moldávie      | 68,93           | 165           | 170           | 174           | 174           |
| …        |                       |               |                 |               |               |               |               |
| 53.      | Radim Kozel           | Česko         | 68,60           | 146           | 146           | 151           | 146           |

#### Dvojboj
| Umístění | Jméno                 | Stát          | Těl. hmot. [kg] | Trh [kg] | Nadhoz [kg] | Součet [kg] |
| -------- | --------------------- | ------------- | --------------- | -------- | ----------- | ----------- |
| 1.       | Čang Kuo-čeng         | Čína          | 68,99           | 155      | 192         | 347         |
| 2.       | Š' Č'-jung            | Čína          | 68,06           | 158      | 180         | 338         |
| 3.       | Demir Demirev         | Bulharsko     | 68,74           | 153      | 181         | 334         |
| 4.       | Vencelas Dabaya       | Francie       | 68,61           | 143      | 187         | 330         |
| 5.       | Kim Čol-džin [zápis?] | Severní Korea | 68,87           | 145      | 185         | 330         |
| 6.       | Turan Mirzayev        | Ázerbájdžán   | 68,94           | 145      | 179         | 326         |
| 7.       | Mehmed Fikretov       | Bulharsko     | 68,56           | 142      | 175         | 317         |
| 8.       | Alexandru Dudoglo     | Moldávie      | 68,93           | 142      | 174         | 316         |
| …        |                       |               |                 |          |             |             |
| 45.      | Radim Kozel           | Česko         | 68,60           | 130      | 146         | 276         |

### Do 77 kg
Trh mužů přinesl zajímavé výsledky z pohledu výkonnostního srovnání startovních skupin. Překvapivě velký počet závodníků ze skupiny B, a dokonce i někteří ze skupiny C, figurovali v celkovém pořadí po první disciplíně před vzpěrači ze skupiny A. Souboj o medaile z trhu už tak dramatický nebyl. Bronz získal Rus Oleg Perepečenov výkonem 163 kg. Na stejné váze uspěl těsně před ním Číňan Li Chung-li, ale Rus namísto zvýšení o 1 kg (čímž by se pokusil převzít vedení) zvolil pokus „do součtu“, dal tak přednost budování si pozice do nadhozu. Před Číňana se ještě na okamžik svým prvním pokusem dostal Armén Gevorg Davtjan, ale Li mu úspěšně odpověděl a další pokusy Arména již skončily neúspěšně.
V nadhozu se nejdříve rozhodovalo o dvojboji. Li napodobil svého krajana a jmenovce Li Čenga a až třetím pokusem uspěl na základní váze 195 kg. Po něm překvapivě vypadl i Perepečenov, držitel světového rekordu z roku 2001, a tak se svým třetím pokusem dostal do vedení dvojboje Davtjan a arménská výprava začala slavit. Soutěž ale ještě pokračovala. Heroickými výkony se na medailové příčky nadhozu probojovali Jihokorejci Sa Džae-hjuk,[zápis?] jenž zvládl 200 kg, a Kim Kwang-hoon,[zápis?] jenž si zapsal ještě o 1 kg více. V soutěži s nimi zbyl už pouze Bulhar Ivan Stojcov. Ten chtěl posledním pokusem získat nejen vítězství v nadhozu, ale i v dvojboji, a tudíž si nechal naložit váhu 205 kg, o 12 kg vyšší než s jakou začínal. Hrdinským výkonem nakonec 205 kg zvedl a nečekaně zamíchal pořadím dvojboje, které se zdálo být uzavřené. Druhý v dvojboji skončil Davtjan a třetí Li.

#### Trh
| Umístění | Jméno                | Stát       | Těl. hmot. [kg] | 1. pokus [kg] | 2. pokus [kg] | 3. pokus [kg] | Výsledek [kg] |
| -------- | -------------------- | ---------- | --------------- | ------------- | ------------- | ------------- | ------------- |
| 1.       | Li Chung-li          | Čína       | 76,55           | 163           | 166           | 168           | 166           |
| 2.       | Gevorg Davtjan       | Arménie    | 76,83           | 164           | 167           | 167           | 164           |
| 3.       | Oleg Perepečenov     | Rusko      | 76,58           | 155           | 160           | 163           | 163           |
| 4.       | Mikalaj Čarnjak      | Bělorusko  | 76,82           | 155           | 160           | 162           | 162           |
| 5.       | Spyridon Stamatiadis | Řecko      | 76,74           | 155           | 160           | 166           | 160           |
| 6.       | Ivan Stojcov         | Bulharsko  | 76,83           | 158           | 158           | 160           | 158           |
| 7.       | Sergej Filimonov     | Kazachstán | 76,54           | 150           | 150           | 157           | 157           |
| 8.       | Krzysztof Szramiak   | Polsko     | 76,84           | 157           | 157           | 157           | 157           |

#### Nadhoz
| Umístění | Jméno                   | Stát        | Těl. hmot. [kg] | 1. pokus [kg] | 2. pokus [kg] | 3. pokus [kg] | Výsledek [kg] |
| -------- | ----------------------- | ----------- | --------------- | ------------- | ------------- | ------------- | ------------- |
| 1.       | Ivan Stojcov            | Bulharsko   | 76,83           | 193           | 200           | 205           | 205           |
| 2.       | Kim Kwang-hoon [zápis?] | Jižní Korea | 76,61           | 190           | 197           | 201           | 201           |
| 3.       | Sa Džae-hjuk [zápis?]   | Jižní Korea | 76,04           | 187           | 197           | 200           | 200           |
| 4.       | Gevorg Davtjan          | Arménie     | 76,83           | 193           | 193           | 198           | 198           |
| 5.       | Li Chung-li             | Čína        | 76,55           | 195           | 195           | 195           | 195           |
| 6.       | Krzysztof Szramiak      | Polsko      | 76,84           | 188           | 191           | 195           | 191           |
| 7.       | Sjarhej Lahun           | Bělorusko   | 76,45           | 185           | 190           | 194           | 190           |
| 8.       | Oleg Perepečenov        | Rusko       | 76,58           | 190           | 196           | 196           | 190           |

#### Dvojboj
| Umístění | Jméno                   | Stát        | Těl. hmot. [kg] | Trh [kg] | Nadhoz [kg] | Součet [kg] |
| -------- | ----------------------- | ----------- | --------------- | -------- | ----------- | ----------- |
| 1.       | Ivan Stojcov            | Bulharsko   | 76,83           | 158      | 205         | 363         |
| 2.       | Gevorg Davtjan          | Arménie     | 76,83           | 164      | 198         | 362         |
| 3.       | Li Chung-li             | Čína        | 76,55           | 166      | 195         | 361         |
| 4.       | Kim Kwang-hoon [zápis?] | Jižní Korea | 76,61           | 155      | 201         | 356         |
| 5.       | Sa Džae-hjuk [zápis?]   | Jižní Korea | 76,04           | 153      | 200         | 353         |
| 6.       | Oleg Perepečenov        | Rusko       | 76,58           | 163      | 190         | 353         |
| 7.       | Krzysztof Szramiak      | Polsko      | 76,84           | 157      | 191         | 348         |
| 8.       | Mikalaj Čarnjak         | Bělorusko   | 76,82           | 162      | 185         | 347         |

### Do 85 kg

#### Trh
| Umístění | Jméno             | Stát       | Těl. hmot. [kg] | 1. pokus [kg] | 2. pokus [kg] | 3. pokus [kg] | Výsledek [kg] |
| -------- | ----------------- | ---------- | --------------- | ------------- | ------------- | ------------- | ------------- |
| 1.       | Andrej Rybakou    | Bělorusko  | 84,70           | 180           | 185           | 187           | 187           |
| 2.       | Aslambek Ediev    | Rusko      | 84,18           | 168           | 172           | 172           | 172           |
| 3.       | Georgij Markov    | Bulharsko  | 84,40           | 168           | 172           | 174           | 172           |
|          | Vjačeslav Jeršov  | Kazachstán | 83,27           | 170           | 175           | 175           | 170           |
| 4.       | Vadzim Stralcou   | Bělorusko  | 84,29           | 165           | 170           | 170           | 170           |
| 5.       | Lu Jung           | Čína       | 84,09           | 168           | 173           | 173           | 168           |
| 6.       | Mansurbek Čašemov | Uzbekistán | 84,10           | 166           | 168           | 172           | 168           |
|          | Valeriu Calancea  | Rumunsko   | 84,62           | 160           | 165           | 166           | 166           |
| 7.       | Roman Chamatšin   | Rusko      | 84,20           | 160           | 165           | 168           | 165           |
| 8.       | İzzet İnce        | Turecko    | 84,70           | 165           | 171           | 171           | 165           |

#### Nadhoz
| Umístění | Jméno                  | Stát      | Těl. hmot. [kg] | 1. pokus [kg] | 2. pokus [kg] | 3. pokus [kg] | Výsledek [kg] |
| -------- | ---------------------- | --------- | --------------- | ------------- | ------------- | ------------- | ------------- |
| 1.       | Andrej Rybakou         | Bělorusko | 84,70           | 200           | 206           | 209           | 206           |
| 2.       | Oliver Ruíz            | Kolumbie  | 84,69           | 197           | 202           | 205           | 205           |
| 3.       | Jadiel Valladares      | Kuba      | 84,31           | 193           | 198           | 201           | 201           |
|          | Valeriu Calancea       | Rumunsko  | 84,62           | 201           | 207           | 207           | 201           |
| 4.       | Aslambek Ediev         | Rusko     | 84,18           | 200           | 205           | 205           | 200           |
| 5.       | Roman Chamatšin        | Rusko     | 84,20           | 200           | 208           | 208           | 200           |
| 6.       | Vadzim Stralcou        | Bělorusko | 84,29           | 195           | 200           | 205           | 200           |
| 7.       | Viktor Mitrou [zápis?] | Řecko     | 82,70           | 190           | 195           | 195           | 195           |
| 8.       | Lu Jung                | Čína      | 84,09           | 195           | 203           | 205           | 195           |

#### Dvojboj
| Umístění | Jméno             | Stát       | Těl. hmot. [kg] | Trh [kg] | Nadhoz [kg] | Součet [kg] |
| -------- | ----------------- | ---------- | --------------- | -------- | ----------- | ----------- |
| 1.       | Andrej Rybakou    | Bělorusko  | 84,70           | 187      | 206         | 393         |
| 2.       | Aslambek Ediev    | Rusko      | 84,18           | 172      | 200         | 372         |
| 3.       | Vadzim Stralcou   | Bělorusko  | 84,29           | 170      | 200         | 370         |
|          | Valeriu Calancea  | Rumunsko   | 84,62           | 166      | 201         | 367         |
| 4.       | Roman Chamatšin   | Rusko      | 84,20           | 165      | 200         | 365         |
| 5.       | Georgij Markov    | Bulharsko  | 84,40           | 172      | 193         | 365         |
| 6.       | Lu Jung           | Čína       | 84,09           | 168      | 195         | 363         |
| 7.       | Mansurbek Čašemov | Uzbekistán | 84,10           | 168      | 195         | 363         |
| 8.       | Jadiel Valladares | Kuba       | 84,31           | 162      | 201         | 363         |

### Do 94 kg

#### Trh
| Umístění | Jméno               | Stát       | Těl. hmot. [kg] | 1. pokus [kg] | 2. pokus [kg] | 3. pokus [kg] | Výsledek [kg] |
| -------- | ------------------- | ---------- | --------------- | ------------- | ------------- | ------------- | ------------- |
| 1.       | Roman Konstantinov  | Rusko      | 93,63           | 172           | 177           | 180           | 177           |
| 2.       | Eduard Tjukin       | Kazachstán | 93,42           | 170           | 175           | 176           | 176           |
| 3.       | Evgheni Bratan      | Moldávie   | 93,52           | 175           | 177           | 177           | 175           |
| 4.       | Yohandrys Hernández | Kuba       | 92,46           | 167           | 173           | 173           | 173           |
| 5.       | Santiago Martínez   | Španělsko  | 93,47           | 167           | 170           | 173           | 173           |
| 6.       | Bartłomiej Bonk     | Polsko     | 93,50           | 173           | 173           | 173           | 173           |
| 7.       | Szymon Kołecki      | Polsko     | 93,79           | 173           | 176           | 176           | 173           |
| 8.       | Jürgen Spieß        | Německo    | 93,64           | 165           | 169           | 171           | 171           |

#### Nadhoz
| Umístění | Jméno                              | Stát       | Těl. hmot. [kg] | 1. pokus [kg] | 2. pokus [kg] | 3. pokus [kg] | Výsledek [kg] |
| -------- | ---------------------------------- | ---------- | --------------- | ------------- | ------------- | ------------- | ------------- |
| 1.       | Yohandrys Hernández                | Kuba       | 92,46           | 212           | 220           | 220           | 220           |
| 2.       | Roman Konstantinov                 | Rusko      | 93,63           | 211           | 217           | 220           | 220           |
| 3.       | Szymon Kołecki                     | Polsko     | 93,79           | 219           | 225           | 225           | 219           |
| 4.       | Andrej Demanov                     | Rusko      | 93,43           | 210           | 217           | 224           | 217           |
| 5.       | Yoel Sotolongo                     | Kuba       | 93,54           | 203           | 210           | 217           | 217           |
| 6.       | Konstantinos Papadopoulos [zápis?] | Řecko      | 92,84           | 210           | 216           | 216           | 216           |
| 7.       | Hakan Yılmaz                       | Turecko    | 93,80           | 205           | 211           | 213           | 211           |
| 8.       | Eduard Tjukin                      | Kazachstán | 93,42           | 200           | 210           | 215           | 210           |

#### Dvojboj
| Umístění | Jméno                              | Stát       | Těl. hmot. [kg] | Trh [kg] | Nadhoz [kg] | Součet [kg] |
| -------- | ---------------------------------- | ---------- | --------------- | -------- | ----------- | ----------- |
| 1.       | Roman Konstantinov                 | Rusko      | 93,63           | 177      | 220         | 397         |
| 2.       | Yohandrys Hernández                | Kuba       | 92,46           | 173      | 220         | 393         |
| 3.       | Szymon Kołecki                     | Polsko     | 93,79           | 173      | 219         | 392         |
| 4.       | Andrej Demanov                     | Rusko      | 93,43           | 170      | 217         | 387         |
| 5.       | Konstantinos Papadopoulos [zápis?] | Řecko      | 92,84           | 170      | 216         | 386         |
| 6.       | Eduard Tjukin                      | Kazachstán | 93,42           | 176      | 210         | 386         |
| 7.       | Yoel Sotolongo                     | Kuba       | 93,54           | 168      | 217         | 385         |
| 8.       | Bartłomiej Bonk                    | Polsko     | 93,50           | 173      | 210         | 383         |

### Do 105 kg

#### Trh
| Umístění | Jméno                       | Stát       | Těl. hmot. [kg] | 1. pokus [kg] | 2. pokus [kg] | 3. pokus [kg] | Výsledek [kg] |
| -------- | --------------------------- | ---------- | --------------- | ------------- | ------------- | ------------- | ------------- |
| 1.       | Andrej Aramnau              | Bělorusko  | 103,89          | 187           | 192           | 195           | 195           |
| 2.       | Bachytbek Achmetov          | Kazachstán | 104,25          | 180           | 185           | 190           | 190           |
| 3.       | Martin Tešovič              | Slovensko  | 104,83          | 185           | 190           | 194           | 190           |
| 4.       | Dmitrij Klokov              | Rusko      | 104,92          | 185           | 189           | 190           | 190           |
| 5.       | Ramūnas Vyšniauskas         | Litva      | 102,38          | 180           | 180           | 183           | 180           |
| 6.       | Alan Cagajev                | Bulharsko  | 104,73          | 175           | 180           | 183           | 180           |
| 7.       | Nikolaos Kourtidis [zápis?] | Řecko      | 100,66          | 175           | 175           | 177           | 177           |
| 8.       | Michail Audzejeu [zápis?]   | Bělorusko  | 104,76          | 170           | 177           | 180           | 177           |
| …        |                             |            |                 |               |               |               |               |
|          | Tomáš Matykiewicz           | Česko      | 104,53          | 167           | 170           | 170           | 167           |
|          | Libor Wälzer                | Česko      | 104,63          | 163           | 163           | 163           | ---           |

#### Nadhoz
| Umístění | Jméno                       | Stát       | Těl. hmot. [kg] | 1. pokus [kg] | 2. pokus [kg] | 3. pokus [kg] | Výsledek [kg] |
| -------- | --------------------------- | ---------- | --------------- | ------------- | ------------- | ------------- | ------------- |
| 1.       | Alan Cagajev                | Bulharsko  | 104,73          | 217           | 226           | 231           | 231           |
| 2.       | Andrej Aramnau              | Bělorusko  | 103,89          | 220           | 225           | 228           | 228           |
| 3.       | Nikolaos Kourtidis [zápis?] | Řecko      | 100,66          | 217           | 223           | 226           | 226           |
| 4.       | Marcin Dołęga               | Polsko     | 104,25          | 226           | 232           | 232           | 226           |
| 5.       | Dmitrij Klokov              | Rusko      | 104,92          | 221           | 234           | 234           | 221           |
| 6.       | Ramūnas Vyšniauskas         | Litva      | 102,38          | 220           | 225           | 226           | 220           |
| 7.       | Bachytbek Achmetov          | Kazachstán | 104,25          | 210           | 220           | 225           | 220           |
| 8.       | Michail Audzejeu [zápis?]   | Bělorusko  | 104,76          | 210           | 216           | 220           | 220           |
| …        |                             |            |                 |               |               |               |               |
|          | Tomáš Matykiewicz           | Česko      | 104,53          | 203           | 203           | ---           | 203           |
|          | Libor Wälzer                | Česko      | 104,63          | ---           | ---           | ---           | ---           |

#### Dvojboj
| Umístění | Jméno                       | Stát       | Těl. hmot. [kg] | Trh [kg] | Nadhoz [kg] | Součet [kg] |
| -------- | --------------------------- | ---------- | --------------- | -------- | ----------- | ----------- |
| 1.       | Andrej Aramnau              | Bělorusko  | 103,89          | 195      | 228         | 423         |
| 2.       | Alan Cagajev                | Bulharsko  | 104,73          | 180      | 231         | 411         |
| 3.       | Dmitrij Klokov              | Rusko      | 104,92          | 190      | 221         | 411         |
| 4.       | Bachytbek Achmetov          | Kazachstán | 104,25          | 190      | 220         | 410         |
| 5.       | Nikolaos Kourtidis [zápis?] | Řecko      | 100,66          | 177      | 226         | 403         |
| 6.       | Ramūnas Vyšniauskas         | Litva      | 102,38          | 180      | 220         | 400         |
| 7.       | Michail Audzejeu [zápis?]   | Bělorusko  | 104,76          | 177      | 216         | 393         |
| 8.       | Joel Mackensie              | Kuba       | 103,99          | 176      | 216         | 391         |
| …        |                             |            |                 |          |             |             |
|          | Tomáš Matykiewicz           | Česko      | 104,53          | 167      | 203         | 370         |
|          | Libor Wälzer                | Česko      | 104,63          | ---      | ---         | ---         |

### Nad 105 kg

#### Trh
| Umístění | Jméno                          | Stát      | Těl. hmot. [kg] | 1. pokus [kg] | 2. pokus [kg] | 3. pokus [kg] | Výsledek [kg] |
| -------- | ------------------------------ | --------- | --------------- | ------------- | ------------- | ------------- | ------------- |
| 1.       | Viktors Ščerbatihs             | Lotyšsko  | 141,53          | 197           | 197           | 202           | 202           |
| 2.       | Jevgenij Čigišev               | Rusko     | 123,77          | 201           | 206           | 206           | 201           |
| 3.       | Veličko Čolakov                | Bulharsko | 165,38          | 192           | 198           | 201           | 201           |
| 4.       | Džaber Saíd Salem [zápis?]     | Katar     | 124,60          | 195           | 195           | 200           | 195           |
| 5.       | Dimitrios Papageridis [zápis?] | Řecko     | 136,58          | 190           | 195           | 198           | 195           |
| 6.       | Arťom Udačyn                   | Ukrajina  | 148,77          | 195           | 200           | 200           | 195           |
| 7.       | Grzegorz Kleszcz               | Polsko    | 128,70          | 185           | 190           | 190           | 190           |
| 8.       | Ihor Šymečko                   | Ukrajina  | 127,76          | 181           | 186           | 190           | 186           |
| …        |                                |           |                 |               |               |               |               |
| 20.      | Petr Sobotka                   | Česko     | 152,38          | 166           | 170           | 170           | 170           |
| 25.      | Petr Hejda                     | Česko     | 122,10          | 163           | 168           | 168           | 163           |

#### Nadhoz
| Umístění | Jméno                          | Stát      | Těl. hmot. [kg] | 1. pokus [kg] | 2. pokus [kg] | 3. pokus [kg] | Výsledek [kg] |
| -------- | ------------------------------ | --------- | --------------- | ------------- | ------------- | ------------- | ------------- |
| 1.       | Jevgenij Čigišev               | Rusko     | 123,77          | 240           | 250           | 250           | 240           |
| 2.       | Džaber Saíd Salem [zápis?]     | Katar     | 124,60          | 231           | 240           | 243           | 240           |
| 3.       | Viktors Ščerbatihs             | Lotyšsko  | 141,53          | 240           | 247           | ---           | 240           |
| 4.       | Veličko Čolakov                | Bulharsko | 165,38          | 225           | 234           | 237           | 234           |
| 5.       | Arťom Udačyn                   | Ukrajina  | 148,77          | 232           | 241           | 241           | 232           |
| 6.       | Dimitrios Papageridis [zápis?] | Řecko     | 136,58          | 225           | 231           | 231           | 231           |
| 7.       | Grzegorz Kleszcz               | Polsko    | 128,70          | 230           | 237           | 238           | 230           |
| 8.       | Rašíd Šarifi Sadeh [zápis?]    | Írán      | 139,31          | 220           | 230           | 235           | 230           |
| …        |                                |           |                 |               |               |               |               |
| 19.      | Petr Hejda                     | Česko     | 122,10          | 205           | 210           | 211           | 205           |
| 21.      | Petr Sobotka                   | Česko     | 152,38          | 204           | 209           | 210           | 204           |

#### Dvojboj
| Umístění | Jméno                          | Stát      | Těl. hmot. [kg] | Trh [kg] | Nadhoz [kg] | Součet [kg] |
| -------- | ------------------------------ | --------- | --------------- | -------- | ----------- | ----------- |
| 1.       | Viktors Ščerbatihs             | Lotyšsko  | 141,53          | 202      | 240         | 442         |
| 2.       | Jevgenij Čigišev               | Rusko     | 123,77          | 201      | 240         | 441         |
| 3.       | Džaber Saíd Salem [zápis?]     | Katar     | 124,60          | 195      | 240         | 435         |
| 4.       | Veličko Čolakov                | Bulharsko | 165,38          | 201      | 234         | 435         |
| 5.       | Arťom Udačyn                   | Ukrajina  | 148,77          | 195      | 232         | 427         |
| 6.       | Dimitrios Papageridis [zápis?] | Řecko     | 136,58          | 195      | 231         | 426         |
| 7.       | Grzegorz Kleszcz               | Polsko    | 128,70          | 190      | 230         | 420         |
| 8.       | Rašíd Šarifi Sadeh [zápis?]    | Írán      | 139,31          | 180      | 230         | 410         |
| …        |                                |           |                 |          |             |             |
| 16.      | Petr Sobotka                   | Česko     | 152,38          | 170      | 204         | 374         |
| 21.      | Petr Hejda                     | Česko     | 122,10          | 163      | 205         | 368         |

## Ženy

### Do 48 kg
Z vítězství ve všech discipínách nejlehčí váhové kategorie žen se radovala reprezentantka Čínské lidové republiky Čchen Sie-sia. Světová rekordmanka vyhrála s obrovským náskokem a o jejích kvalitách nebylo sporu, i když na světový rekord nedosáhla.
K radosti domácích diváků získala stříbro z trhu thajská vzpěračka Pramsiri Bunphithaková,[zápis?] bronzová skončila v těsném souboji Nurcan Taylanová z Turecka, jež měla jediný platný pokus až ten poslední. V nadhozu ale turecká závodnice nedala základní váhu 100 kg, výrazně ji omezovala bolest levé nohy, a uvolnila tak své místo soupeřkám. Za mohutné podpory diváků se na přední příčky dostaly obě thajské reprezentantky – jak zmiňovaná Pramsiri Bunphithaková, tak i Pensiri Laosirikulová,[zápis?] která nakonec výkonem 112 kg získala stříbro. Její krajanka Bunphithaková platným pokusem na 110 kg skončila třetí; díky vyrovnanějším výkonům ale nakonec v dvojboji skončila druhá. Laosirikulové po slabším trhu, kde skončila sedmá, chyběl na stříbro z dvojboje 1 kg.

#### Trh
| Umístění | Jméno                           | Stát      | Těl. hmot. [kg] | 1. pokus [kg] | 2. pokus [kg] | 3. pokus [kg] | Výsledek [kg] |
| -------- | ------------------------------- | --------- | --------------- | ------------- | ------------- | ------------- | ------------- |
| 1.       | Čchen Sie-sia                   | Čína      | 47,78           | 90            | 94            | 96            | 96            |
| 2.       | Pramsiri Bunphithaková [zápis?] | Thajsko   | 47,55           | 83            | 86            | 90            | 86            |
| 3.       | Nurcan Taylanová                | Turecko   | 47,52           | 84            | 84            | 85            | 85            |
| 4.       | Sibel Özkanová                  | Turecko   | 47,14           | 84            | 84            | 86            | 84            |
| 5.       | Genny Caterina Pagliarová       | Itálie    | 47,61           | 79            | 82            | 84            | 84            |
| 6.       | Estefanía Juanová               | Španělsko | 47,46           | 80            | 83            | 85            | 83            |
| 7.       | Pensiri Laosirikulová [zápis?]  | Thajsko   | 47,52           | 83            | 83            | 86            | 83            |
| 8.       | Ngo Thi Nha [zápis?]            | Vietnam   | 47,87           | 80            | 83            | 85            | 83            |

#### Nadhoz
| Umístění | Jméno                           | Stát          | Těl. hmot. [kg] | 1. pokus [kg] | 2. pokus [kg] | 3. pokus [kg] | Výsledek [kg] |
| -------- | ------------------------------- | ------------- | --------------- | ------------- | ------------- | ------------- | ------------- |
| 1.       | Čchen Sie-sia                   | Čína          | 47,78           | 113           | 118           | 122           | 118           |
| 2.       | Pensiri Laosirikulová [zápis?]  | Thajsko       | 47,52           | 108           | 110           | 112           | 112           |
| 3.       | Pramsiri Bunphithaková [zápis?] | Thajsko       | 47,55           | 107           | 110           | 111           | 110           |
| 4.       | Sibel Özkanová                  | Turecko       | 47,14           | 104           | 108           | 110           | 108           |
| 5.       | Hiromi Mijakeová                | Japonsko      | 47,66           | 104           | 106           | 109           | 106           |
| 6.       | Citra Febriantiová              | Indonésie     | 47,76           | 97            | 102           | 102           | 102           |
| 7.       | Estefanía Juanová               | Španělsko     | 47,46           | 100           | 103           | 103           | 100           |
| 8.       | Pak Un-hui [zápis?]             | Severní Korea | 47,94           | 100           | 105           | 105           | 100           |

#### Dvojboj
| Umístění | Jméno                           | Stát      | Těl. hmot. [kg] | Trh [kg] | Nadhoz [kg] | Součet [kg] |
| -------- | ------------------------------- | --------- | --------------- | -------- | ----------- | ----------- |
| 1.       | Čchen Sie-sia                   | Čína      | 47,78           | 96       | 118         | 214         |
| 2.       | Pramsiri Bunphithaková [zápis?] | Thajsko   | 47,55           | 86       | 110         | 196         |
| 3.       | Pensiri Laosirikulová [zápis?]  | Thajsko   | 47,52           | 83       | 112         | 195         |
| 4.       | Sibel Özkanová                  | Turecko   | 47,14           | 84       | 108         | 192         |
| 5.       | Hiromi Mijakeová                | Japonsko  | 47,66           | 80       | 106         | 186         |
| 6.       | Citra Febriantiová              | Indonésie | 47,76           | 82       | 102         | 184         |
| 7.       | Estefanía Juanová               | Španělsko | 47,46           | 83       | 100         | 183         |
| 8.       | Genny Caterina Pagliarová       | Itálie    | 47,61           | 84       | 99          | 183         |

### Do 53 kg
První část soutěže, trh, byla neobyčejně vyrovnaná. I proto zlatou medaili získala trochu překvapivě Jihokorejka Joon Džin-hee,[zápis?] když třetím pokusem zvládla 94 kg. Díky nižší tělesné hmotnosti odsunula na konečné druhé místo Bělorusku Nastassju Novikavovou.[zápis?] Třetí skončila devatenáctiletá Číňanka Li Pching výkonem o 1 kg nižším. Na tělesnou váhu s ní prohrála domácí závodnice Prapawadee Jaroenrattanatarakoonová,[zápis?] která si v závěru disciplíny přivodila zranění pravého lokte a do nadhozu nenastoupila.
V nadhozu ve skvělých výkonech pokračovala Jihokorejka Joon Džin-hee,[zápis?] když se třemi platnými, vybojovanými pokusy dostala až na výslednou váhu 117 kg. Tento skvělý výkon jí nakonec přinesl dva bronzy z nadhozu a dvojboje. Druhé a třetí stříbro si pak pokusem na 119 kg zajistila Běloruska Novikavová[zápis?] a už se pouze čekalo, kolik zvládne Číňanka Li Pching. Prvním pokusem si zajistila vítězství v nadhozu a dvojboji, druhým oba výsledky ještě zlepšila a třetím se pokusila, stále ještě jako juniorka, pokořit seniorské rekordy v nadhozu (stávající a její vlastní měl hodnotu 129 kg) a dvojboji (226 kg) pokusem na 134 kg. Ovšem takový výkon byl již nad její síly. Smůlu nakonec měla vzpěračka z Hongkongu Jü Wei-li, která startovala v B skupině, neboť obsadila dvě čtvrtá místa.

#### Trh
| Umístění | Jméno                                        | Stát          | Těl. hmot. [kg] | 1. pokus [kg] | 2. pokus [kg] | 3. pokus [kg] | Výsledek [kg] |
| -------- | -------------------------------------------- | ------------- | --------------- | ------------- | ------------- | ------------- | ------------- |
| 1.       | Joon Džin-hee [zápis?]                       | Jižní Korea   | 52,61           | 90            | 90            | 94            | 94            |
| 2.       | Nastassja Novikavová                         | Bělorusko     | 52,83           | 90            | 94            | 97            | 94            |
| 3.       | Li Pching                                    | Čína          | 52,70           | 93            | 96            | 96            | 93            |
| 4.       | Prapawadee Jaroenrattanatarakoonová [zápis?] | Thajsko       | 52,85           | 93            | 96            | 96            | 93            |
| 5.       | Suda Chaleephayová [zápis?]                  | Thajsko       | 52,37           | 88            | 92            | 92            | 92            |
| 6.       | Jü Wei-li                                    | Hongkong      | 52,05           | 85            | 90            | 93            | 90            |
| 7.       | Sin Čol-ok [zápis?]                          | Severní Korea | 52,63           | 83            | 88            | 90            | 90            |
| 8.       | Ri Hjon-ok [zápis?]                          | Severní Korea | 52,42           | 83            | 86            | 89            | 89            |

#### Nadhoz
| Umístění | Jméno                       | Stát          | Těl. hmot. [kg] | 1. pokus [kg] | 2. pokus [kg] | 3. pokus [kg] | Výsledek [kg] |
| -------- | --------------------------- | ------------- | --------------- | ------------- | ------------- | ------------- | ------------- |
| 1.       | Li Pching                   | Čína          | 52,70           | 120           | 126           | 134           | 126           |
| 2.       | Nastassja Novikavová        | Bělorusko     | 52,83           | 117           | 119           | 119           | 119           |
| 3.       | Joon Džin-hee [zápis?]      | Jižní Korea   | 52,61           | 110           | 115           | 117           | 117           |
| 4.       | Jü Wei-li                   | Hongkong      | 52,05           | 110           | 115           | 117           | 115           |
| 5.       | Sin Čol-ok [zápis?]         | Severní Korea | 52,63           | 115           | 115           | 115           | 115           |
| 6.       | Ri Hjon-ok [zápis?]         | Severní Korea | 52,42           | 113           | 117           | 117           | 113           |
| 7.       | Im Džjung-hwa [zápis?]      | Jižní Korea   | 52,48           | 106           | 113           | 117           | 113           |
| 8.       | Suda Chaleephayová [zápis?] | Thajsko       | 52,37           | 112           | 117           | 117           | 112           |

#### Dvojboj
| Umístění | Jméno                       | Stát          | Těl. hmot. [kg] | Trh [kg] | Nadhoz [kg] | Součet [kg] |
| -------- | --------------------------- | ------------- | --------------- | -------- | ----------- | ----------- |
| 1.       | Li Pching                   | Čína          | 52,70           | 93       | 126         | 219         |
| 2.       | Nastassja Novikavová        | Bělorusko     | 52,83           | 94       | 119         | 213         |
| 3.       | Joon Džin-hee [zápis?]      | Jižní Korea   | 52,61           | 94       | 117         | 211         |
| 4.       | Jü Wei-li                   | Hongkong      | 52,05           | 90       | 115         | 205         |
| 5.       | Sin Čol-ok [zápis?]         | Severní Korea | 52,63           | 90       | 115         | 205         |
| 6.       | Suda Chaleephayová [zápis?] | Thajsko       | 52,37           | 92       | 112         | 204         |
| 7.       | Ri Hjon-ok [zápis?]         | Severní Korea | 52,42           | 89       | 113         | 202         |
| 8.       | Im Džjung-hwa [zápis?]      | Jižní Korea   | 52,48           | 87       | 113         | 200         |

### Do 58 kg

#### Trh
| Umístění | Jméno                      | Stát          | Těl. hmot. [kg] | 1. pokus [kg] | 2. pokus [kg] | 3. pokus [kg] | Výsledek [kg] |
| -------- | -------------------------- | ------------- | --------------- | ------------- | ------------- | ------------- | ------------- |
| 1.       | Marina Šajnovová           | Rusko         | 57,30           | 102           | 105           | 107           | 105           |
| 2.       | Čchiou Chung-mej           | Čína          | 57,56           | 103           | 103           | 107           | 103           |
| 3.       | O Džong-ae [zápis?]        | Severní Korea | 57,06           | 95            | 98            | 100           | 100           |
| 4.       | Alexandra Escóbarová       | Ekvádor       | 57,34           | 95            | 99            | 101           | 99            |
|          | Thaw Yae Faw [zápis?]      | Myanmar       | 56,65           | 85            | 90            | 95            | 95            |
| 5.       | Wandee Kameaimová [zápis?] | Thajsko       | 57,55           | 95            | 98            | 99            | 95            |
| 6.       | Marieta Gotfrydová         | Polsko        | 57,69           | 95            | 100           | 101           | 95            |
| 7.       | Ruth Kasiryeová            | Norsko        | 57,96           | 92            | 94            | 96            | 94            |
| 8.       | Aleksandra Klejnowská      | Polsko        | 57,24           | 90            | 90            | 93            | 93            |

#### Nadhoz
| Umístění | Jméno                         | Stát          | Těl. hmot. [kg] | 1. pokus [kg] | 2. pokus [kg] | 3. pokus [kg] | Výsledek [kg] |
| -------- | ----------------------------- | ------------- | --------------- | ------------- | ------------- | ------------- | ------------- |
| 1.       | Čchiou Chung-mej              | Čína          | 57,56           | 133           | 133           | 135           | 135           |
| 2.       | Marina Šajnovová              | Rusko         | 57,30           | 132           | 132           | 132           | 132           |
| 3.       | O Džong-ae [zápis?]           | Severní Korea | 57,06           | 123           | 125           | 127           | 127           |
| 4.       | Wandee Kameaimová [zápis?]    | Thajsko       | 57,55           | 120           | 125           | 127           | 127           |
| 5.       | Aleksandra Klejnowská         | Polsko        | 57,24           | 120           | 123           | 123           | 123           |
| 6.       | Alexandra Escóbarová          | Ekvádor       | 57,34           | 118           | 121           | 124           | 121           |
|          | Thaw Yae Faw [zápis?]         | Myanmar       | 56,65           | 110           | 115           | 120           | 120           |
| 7.       | Sureerat Thongsuková [zápis?] | Thajsko       | 57,37           | 112           | 116           | 118           | 118           |
| 8.       | Mun Jura [zápis?]             | Jižní Korea   | 57,54           | 110           | 115           | 116           | 116           |

#### Dvojboj
| Umístění | Jméno                         | Stát          | Těl. hmot. [kg] | Trh [kg] | Nadhoz [kg] | Součet [kg] |
| -------- | ----------------------------- | ------------- | --------------- | -------- | ----------- | ----------- |
| 1.       | Čchiou Chung-mej              | Čína          | 57,56           | 103      | 135         | 238         |
| 2.       | Marina Šajnovová              | Rusko         | 57,30           | 105      | 132         | 237         |
| 3.       | O Džong-ae [zápis?]           | Severní Korea | 57,06           | 100      | 127         | 227         |
| 4.       | Wandee Kameaimová [zápis?]    | Thajsko       | 57,55           | 95       | 127         | 222         |
| 5.       | Alexandra Escóbarová          | Ekvádor       | 57,34           | 99       | 121         | 220         |
| 6.       | Aleksandra Klejnowská         | Polsko        | 57,24           | 93       | 123         | 216         |
|          | Thaw Yae Faw [zápis?]         | Myanmar       | 56,65           | 95       | 120         | 215         |
| 7.       | Sureerat Thongsuková [zápis?] | Thajsko       | 57,37           | 91       | 118         | 209         |
| 8.       | Ruth Kasiryeová               | Norsko        | 57,96           | 94       | 115         | 209         |

### Do 63 kg

#### Trh
| Umístění | Jméno                    | Stát          | Těl. hmot. [kg] | 1. pokus [kg] | 2. pokus [kg] | 3. pokus [kg] | Výsledek [kg] |
| -------- | ------------------------ | ------------- | --------------- | ------------- | ------------- | ------------- | ------------- |
| 1.       | Liou Chaj-sia            | Čína          | 62,60           | 110           | 113           | 115           | 115           |
| 2.       | Světlana Carukajevová    | Rusko         | 62,82           | 109           | 112           | 115           | 115           |
| 3.       | Pak Hjon-suk [zápis?]    | Severní Korea | 60,43           | 100           | 105           | 105           | 105           |
| 4.       | Meliné Deluzjanová       | Arménie       | 62,14           | 98            | 102           | 102           | 102           |
| 5.       | Sibel Şimşeková          | Turecko       | 61,83           | 98            | 101           | 105           | 101           |
| 6.       | Luz Acostaová            | Mexiko        | 62,82           | 95            | 100           | 100           | 100           |
| 7.       | Natalie Woolfolková      | USA           | 62,73           | 96            | 96            | 99            | 99            |
| 8.       | Olympia Tokaová [zápis?] | Řecko         | 62,04           | 95            | 98            | 100           | 98            |

#### Nadhoz
| Umístění | Jméno                    | Stát          | Těl. hmot. [kg] | 1. pokus [kg] | 2. pokus [kg] | 3. pokus [kg] | Výsledek [kg] |
| -------- | ------------------------ | ------------- | --------------- | ------------- | ------------- | ------------- | ------------- |
| 1.       | Liou Chaj-sia            | Čína          | 62,60           | 135           | 140           | 142           | 142           |
| 2.       | Pak Hjon-suk [zápis?]    | Severní Korea | 60,43           | 133           | 135           | 135           | 135           |
| 3.       | Světlana Carukajevová    | Rusko         | 62,82           | 130           | 135           | 141           | 135           |
| 4.       | Kim Soo-kjung [zápis?]   | Jižní Korea   | 62,61           | 123           | 126           | 129           | 129           |
| 5.       | Olympia Tokaová [zápis?] | Řecko         | 62,04           | 117           | 122           | 126           | 126           |
| 6.       | Christine Girardová      | Kanada        | 62,86           | 120           | 126           | 126           | 126           |
| 7.       | Meliné Deluzjanová       | Arménie       | 62,14           | 125           | 125           | 130           | 125           |
| 8.       | Sibel Şimşeková          | Turecko       | 61,83           | 117           | 122           | 122           | 122           |

#### Dvojboj
| Umístění | Jméno                    | Stát          | Těl. hmot. [kg] | Trh [kg] | Nadhoz [kg] | Součet [kg] |
| -------- | ------------------------ | ------------- | --------------- | -------- | ----------- | ----------- |
| 1.       | Liou Chaj-sia            | Čína          | 62,60           | 115      | 142         | 257         |
| 2.       | Světlana Carukajevová    | Rusko         | 62,82           | 115      | 135         | 250         |
| 3.       | Pak Hjon-suk [zápis?]    | Severní Korea | 60,43           | 105      | 135         | 240         |
| 4.       | Meliné Deluzjanová       | Arménie       | 62,14           | 102      | 125         | 227         |
| 5.       | Olympia Tokaová [zápis?] | Řecko         | 62,04           | 98       | 126         | 224         |
| 6.       | Kim Soo-kjung [zápis?]   | Jižní Korea   | 62,61           | 95       | 129         | 224         |
| 7.       | Sibel Şimşeková          | Turecko       | 61,83           | 101      | 122         | 223         |
| 8.       | Christine Girardová      | Kanada        | 62,86           | 95       | 126         | 221         |

### Do 69 kg

#### Trh
| Umístění | Jméno                   | Stát          | Těl. hmot. [kg] | 1. pokus [kg] | 2. pokus [kg] | 3. pokus [kg] | Výsledek [kg] |
| -------- | ----------------------- | ------------- | --------------- | ------------- | ------------- | ------------- | ------------- |
| 1.       | Liou Čchun-chung        | Čína          | 68,75           | 112           | 117           | 121           | 121           |
| 2.       | Oxana Slivenková        | Rusko         | 68,38           | 115           | 120           | 124           | 120           |
| 3.       | Natalja Davydovová      | Ukrajina      | 68,28           | 107           | 112           | 114           | 114           |
| 4.       | Světlana Šimkovová      | Rusko         | 68,07           | 110           | 112           | 113           | 112           |
| 5.       | Angela Medinaová        | Kolumbie      | 67,62           | 103           | 103           | 107           | 107           |
| 6.       | Leidy Yessenia Solísová | Kolumbie      | 66,34           | 100           | 103           | 105           | 105           |
| 7.       | Hong Jong-ok [zápis?]   | Severní Korea | 67,93           | 102           | 105           | 107           | 105           |
| 8.       | Jean Lassenová          | Kanada        | 68,74           | 98            | 102           | 105           | 105           |

#### Nadhoz
| Umístění | Jméno                 | Stát          | Těl. hmot. [kg] | 1. pokus [kg] | 2. pokus [kg] | 3. pokus [kg] | Výsledek [kg] |
| -------- | --------------------- | ------------- | --------------- | ------------- | ------------- | ------------- | ------------- |
| 1.       | Oxana Slivenková      | Rusko         | 68,38           | 146           | 151           | 156           | 156           |
| 2.       | Liou Čchun-chung      | Čína          | 68,75           | 145           | 150           | 155           | 150           |
| 3.       | Hong Jong-ok [zápis?] | Severní Korea | 67,93           | 133           | 137           | 137           | 133           |
| 4.       | Nazik Avdaljanová     | Arménie       | 68,41           | 129           | 133           | 137           | 133           |
| 5.       | Natalja Davydovová    | Ukrajina      | 68,28           | 130           | 136           | 136           | 130           |
| 6.       | Jean Lassenová        | Kanada        | 68,74           | 124           | 128           | 132           | 128           |
| 7.       | Hwang Pulum [zápis?]  | Jižní Korea   | 68,65           | 120           | 125           | 127           | 127           |
| 8.       | Irina Někrassovová    | Kazachstán    | 64,07           | 115           | 120           | 125           | 125           |

#### Dvojboj
| Umístění | Jméno                   | Stát          | Těl. hmot. [kg] | Trh [kg] | Nadhoz [kg] | Součet [kg] |
| -------- | ----------------------- | ------------- | --------------- | -------- | ----------- | ----------- |
| 1.       | Oxana Slivenková        | Rusko         | 68,38           | 120      | 156         | 276         |
| 2.       | Liou Čchun-chung        | Čína          | 68,75           | 121      | 150         | 271         |
| 3.       | Natalja Davydovová      | Ukrajina      | 68,28           | 114      | 130         | 244         |
| 4.       | Hong Jong-ok [zápis?]   | Severní Korea | 67,93           | 105      | 133         | 238         |
| 5.       | Nazik Avdaljanová       | Arménie       | 68,41           | 102      | 133         | 235         |
| 6.       | Jean Lassenová          | Kanada        | 68,74           | 105      | 128         | 233         |
| 7.       | Leidy Yessenia Solísová | Kolumbie      | 66,34           | 105      | 125         | 230         |
| 8.       | Angela Medinaová        | Kolumbie      | 67,62           | 107      | 123         | 230         |

### Do 75 kg

#### Trh
| Umístění | Jméno                  | Stát       | Těl. hmot. [kg] | 1. pokus [kg] | 2. pokus [kg] | 3. pokus [kg] | Výsledek [kg] |
| -------- | ---------------------- | ---------- | --------------- | ------------- | ------------- | ------------- | ------------- |
| 1.       | Natalja Zabolotná      | Rusko      | 74,45           | 124           | 127           | 131           | 131           |
| 2.       | Cchao Lej              | Čína       | 73,51           | 121           | 125           | 128           | 128           |
| 3.       | Nadězda Jevsťuchinová  | Rusko      | 73,80           | 120           | 125           | 128           | 128           |
| 4.       | Hripsimé Churšudjanová | Arménie    | 74,27           | 110           | 110           | 115           | 115           |
| 5.       | Lídia Valentínová      | Španělsko  | 74,67           | 105           | 110           | 115           | 110           |
| 6.       | Taťána Chromovová      | Kazachstán | 74,32           | 95            | 100           | 106           | 106           |
| 7.       | Ubaldina Valoyésová    | Kolumbie   | 72,71           | 105           | 110           | 110           | 105           |
| 8.       | Iryna Kulešaová        | Bělorusko  | 73,77           | 98            | 102           | 105           | 105           |

#### Nadhoz
| Umístění | Jméno                           | Stát      | Těl. hmot. [kg] | 1. pokus [kg] | 2. pokus [kg] | 3. pokus [kg] | Výsledek [kg] |
| -------- | ------------------------------- | --------- | --------------- | ------------- | ------------- | ------------- | ------------- |
| 1.       | Cchao Lej                       | Čína      | 73,51           | 153           | 158           | 160           | 158           |
| 2.       | Nadězda Jevsťuchinová           | Rusko     | 73,80           | 150           | 158           | 159           | 150           |
| 3.       | Natalja Zabolotná               | Rusko     | 74,45           | 150           | 156           | 156           | 150           |
| 4.       | Sinta Darmarianiová             | Indonésie | 71,22           | 130           | 135           | 137           | 135           |
| 5.       | Ubaldina Valoyésová             | Kolumbie  | 72,71           | 132           | 132           | 135           | 135           |
| 6.       | Hripsimé Churšudjanová          | Arménie   | 74,27           | 130           | 135           | 140           | 135           |
| 7.       | Nguyen Thi Phuong Loan [zápis?] | Vietnam   | 73,49           | 125           | 128           | 130           | 130           |
| 8.       | Lídia Valentínová               | Španělsko | 74,67           | 125           | 130           | 135           | 130           |

#### Dvojboj
| Umístění | Jméno                           | Stát      | Těl. hmot. [kg] | Trh [kg] | Nadhoz [kg] | Součet [kg] |
| -------- | ------------------------------- | --------- | --------------- | -------- | ----------- | ----------- |
| 1.       | Cchao Lej                       | Čína      | 73,51           | 128      | 158         | 286         |
| 2.       | Natalja Zabolotná               | Rusko     | 74,45           | 131      | 150         | 281         |
| 3.       | Nadězda Jevsťuchinová           | Rusko     | 73,80           | 128      | 150         | 278         |
| 4.       | Hripsimé Churšudjanová          | Arménie   | 74,27           | 115      | 135         | 250         |
| 5.       | Ubaldina Valoyésová             | Kolumbie  | 72,71           | 105      | 135         | 240         |
| 6.       | Lídia Valentínová               | Španělsko | 74,67           | 110      | 130         | 240         |
| 7.       | Nguyen Thi Phuong Loan [zápis?] | Vietnam   | 73,49           | 103      | 130         | 233         |
| 8.       | Claret Bellorínová              | Venezuela | 74,06           | 103      | 124         | 227         |

### Nad 75 kg

#### Trh
| Umístění | Jméno                         | Stát        | Těl. hmot. [kg] | 1. pokus [kg] | 2. pokus [kg] | 3. pokus [kg] | Výsledek [kg] |
| -------- | ----------------------------- | ----------- | --------------- | ------------- | ------------- | ------------- | ------------- |
| 1.       | Mu Šuang-šuang                | Čína        | 135,60          | 131           | 136           | 139           | 139           |
| 2.       | Džang Mi-ran [zápis?]         | Jižní Korea | 115,17          | 130           | 135           | 138           | 138           |
| 3.       | Olha Korobková                | Ukrajina    | 164,22          | 121           | 123           | 126           | 126           |
| 4.       | Kacjaryna Škuratavová         | Bělorusko   | 103,66          | 114           | 118           | 121           | 121           |
| 5.       | Vasiliki Kasapiová [zápis?]   | Řecko       | 127,62          | 115           | 120           | 122           | 120           |
| 6.       | Aikateríni Roditiová [zápis?] | Řecko       | 100,03          | 112           | 112           | 117           | 117           |
| 7.       | Maryam Usmanová               | Nigérie     | 112,89          | 110           | 115           | 117           | 117           |
| 8.       | Seledina Nieveová             | Ekvádor     | 93,79           | 112           | 112           | 116           | 116           |

#### Nadhoz
| Umístění | Jméno                         | Stát        | Těl. hmot. [kg] | 1. pokus [kg] | 2. pokus [kg] | 3. pokus [kg] | Výsledek [kg] |
| -------- | ----------------------------- | ----------- | --------------- | ------------- | ------------- | ------------- | ------------- |
| 1.       | Džang Mi-ran [zápis?]         | Jižní Korea | 115,17          | 171           | 178           | 181           | 181           |
| 2.       | Mu Šuang-šuang                | Čína        | 135,60          | 171           | 177           | 180           | 180           |
| 3.       | Olha Korobková                | Ukrajina    | 164,22          | 152           | 155           | 160           | 155           |
| 4.       | Kacjaryna Škuratavová         | Bělorusko   | 103,66          | 142           | 148           | 152           | 152           |
| 5.       | Alexandra Abornevová          | Kazachstán  | 90,89           | 142           | 147           | 149           | 149           |
| 6.       | Aikateríni Roditiová [zápis?] | Řecko       | 100,03          | 140           | 145           | 145           | 145           |
| 7.       | Vasiliki Kasapiová [zápis?]   | Řecko       | 127,62          | 138           | 141           | 144           | 144           |
| 8.       | Seledina Nieveová             | Ekvádor     | 93,79           | 142           | 146           | 147           | 142           |

#### Dvojboj
| Umístění | Jméno                         | Stát        | Těl. hmot. [kg] | Trh [kg] | Nadhoz [kg] | Součet [kg] |
| -------- | ----------------------------- | ----------- | --------------- | -------- | ----------- | ----------- |
| 1.       | Džang Mi-ran [zápis?]         | Jižní Korea | 115,17          | 138      | 181         | 319         |
| 2.       | Mu Šuang-šuang                | Čína        | 135,60          | 139      | 180         | 319         |
| 3.       | Olha Korobková                | Ukrajina    | 164,22          | 126      | 155         | 281         |
| 4.       | Kacjaryna Škuratavová         | Bělorusko   | 103,66          | 121      | 152         | 273         |
| 5.       | Alexandra Abornevová          | Kazachstán  | 90,89           | 115      | 149         | 264         |
| 6.       | Vasiliki Kasapiová [zápis?]   | Řecko       | 127,62          | 120      | 144         | 264         |
| 7.       | Aikateríni Roditiová [zápis?] | Řecko       | 100,03          | 117      | 145         | 262         |
| 8.       | Seledina Nieveová             | Ekvádor     | 93,79           | 116      | 142         | 258         |